# Energia negawatt

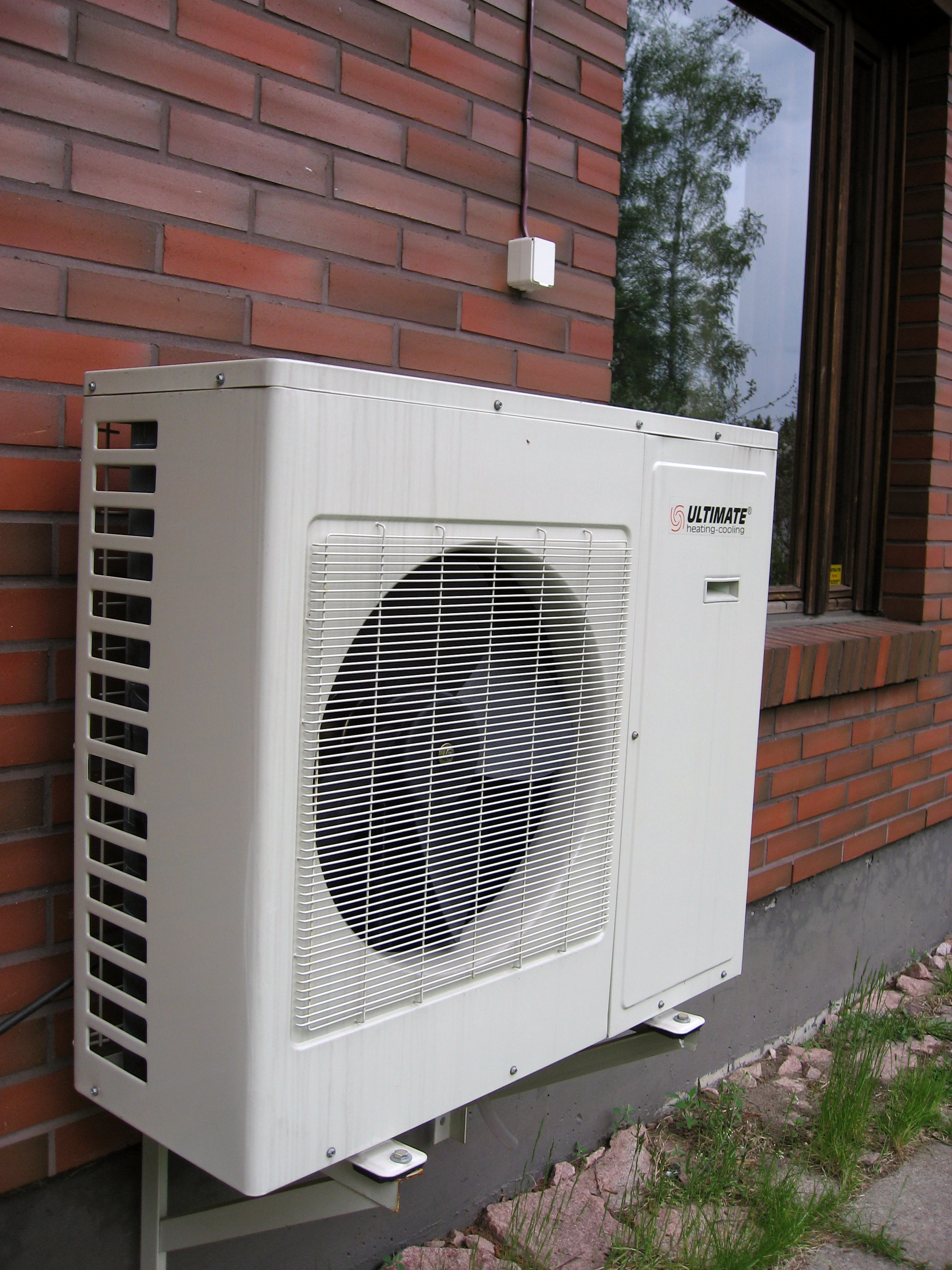
Uma “revolução negawatt” envolveria a rápida implantação de tecnologias de poupança de eletricidade, tais como bombas de calor.

A energia negawatt é um investimento para reduzir o consumo de eletricidade, em vez de investir para aumentar a capacidade de fornecimento. Desta forma, o investimento em negawatts pode ser considerado uma alternativa a uma nova central elétrica e os custos e as preocupações ambientais podem ser comparados.
As alternativas de investimento em negawatts para reduzir o consumo melhorando a eficiência incluem:
- Melhor isolamento térmico e estanquidade para edifícios – baixo impacto ambiental
- Substituição de centrais industriais antigas – baixo impacto ambiental. Pode ter um impacto positivo devido à redução de emissões.

As alternativas de investimento em negawatts para reduzir o pico de carga elétrica devido à mudança de procura no tempo incluem:
- Armazenadores de calor – os sistemas mais antigos continham amianto. Os sistemas mais recentes têm baixo impacto ambiental.
- Sistemas de controle de resposta à procura onde o quadro elétrico pode controlar determinadas cargas do cliente – impacto ambiental mínimo
- Sistemas de armazenamento térmico, como sistemas de armazenamento de gelo para produzir gelo durante a noite e armazená-lo para uso em ar condicionado durante o dia – impacto ambiental mínimo
- Hidroeletricidade com armazenamento reversível – pode ter um impacto ambiental significativo – ver Hidroeletricidade
- Outras tecnologias de armazenamento de energia da rede – o impacto varia

A mudança de horário não reduz a energia total consumida ou a eficiência do sistema; no entanto, pode ser utilizado para evitar a necessidade de construir uma nova central elétrica para fazer face a picos de carga.

## Origem e desenvolvimento
Um negawatt-hora é uma unidade de energia economizada como resultado direto de medidas deconservação de energia, como a redução do uso de calor ou eletricidade. O conceito foi desenvolvido depois de Amory Lovins ter escrito um artigo publicado na edição de 21 de março de 1985 da Public Utilities Fortnightly, argumentando que as empresas de serviços públicos venderiam menos eletricidade e mais eficiência comercializando 'negawatts'. Na opinião de Lovins, os clientes dos serviços públicos não querem quilowatts-hora de eletricidade; querem serviços energéticos como chuveiros quentes, cerveja gelada, salas iluminadas e eixos a girar, que podem ser mais baratos se a eletricidade for utilizada de forma mais eficiente. Lovins atribuiu o termo a um erro de digitação num documento da Comissão de Serviços Públicos do Colorado, no qual a palavra "megawatt" estava escrita incorretamente.
Os negawatts são uma forma de incentivo para motivar os consumidores a economizar energia. Lovins considera o conceito de conservação "uma mudança de comportamento baseada na atitude 'Faça menos para usar menos'". Lovins faz uma distinção entre conservação e eficiência ao definir eficiência como "a aplicação de tecnologias e melhores práticas para eliminar desperdícios com base na atitude: 'Faça o mesmo ou mais com menos.'"
O custo da energia negawatt pode ser calculado usando análise de custo-efetividade ou ACE. Para investimentos em eficiência energética, um cálculo ACE produz o valor da energia economizada ou negawatts em $/kWh. Tal avaliação permite comparar o preço dos negawatts com o preço da energia, como a eletricidade da rede ou a alternativa renovável mais barata. Especificamente, Tuominen et al. sugeriram usar o tipo de custo de geração dinâmica da ACE para investimentos em eficiência energética, pois inclui a melhor contabilização do valor do tempo entre os vários métodos de ACE disponíveis.
Lovins vê os mercados de negawatts como uma solução vantajosa para muitos problemas ambientais. Porque "agora é geralmente mais barato economizar combustível do que queimá-lo, o aquecimento global, a chuva ácida e a poluição urbana podem ser reduzidos não com custos, mas com lucro".
Lovins explica que muitas empresas já estão a aproveitar as recompensas financeiras e outras que advêm da economia de eletricidade. No entanto, o progresso na conversão para tecnologias de poupança de electricidade foi retardado pela indiferença ou oposição total de alguns serviços públicos. Um segundo obstáculo à eficiência é que muitos dispositivos que utilizam electricidade são adquiridos por pessoas que não pagarão os seus custos de funcionamento e, portanto, têm pouco incentivo para considerar a eficiência. Lovins também acredita que muitos clientes “não sabem quais são as compras mais eficientes, onde obtê-las ou como comprá-las”.
Em 2003, na França, sob a orientação de Thierry Henry, 14 cientistas escreveram "Le manifeste Négawatt". Megawatt e negawatt parecem lembrar o conceito mais amplo de pegada ecológica e, seguindo esta linha de pensamento em direção à compatibilidade e comparabilidade, um segundo quadro de conceito parece apropriado: o impacto em outro quadro ou ambiente onde unidades ou números não podem ser comparado (ver mudança de paradigma). Ver associação négaWatt.

## Mercado
Lovins tem defendido uma "revolução negawatt", argumentando que os clientes dos serviços públicos não querem quilowatts-hora de eletricidade; querem serviços energéticos como chuveiros quentes, cerveja gelada, salas iluminadas e eixos a girar, que podem ser mais baratos se a electricidade for utilizada de forma mais eficiente. Lovins define o mercado de negawatts como uma forma de reduzir a diferença entre o custo de produção e a economia de eletricidade.
O mercado de negawatts pode ser pensado como um mercado secundário onde a eletricidade é alocada de áreas de menor utilização para áreas de maior utilização. Este seria um mercado secundário, pelo facto de realocar a electricidade de um consumidor para outro dentro do mercado energético já existente. Alguns consideram que para estabelecer um mercado viável pode ser necessária legislação e cooperação entre produtores primários, distribuidores, comerciantes e consumidores. Esta proposta encorajaria o mercado a ter regulamentações legislativas, ao mesmo tempo que permitiria que o mercado funcionasse dentro de si para definir preços e alocar recursos.
Um mercado de negawatt permitiria que “recursos do lado da procura” participassem nos mercados grossistas de energia. Estes mercados são comummente chamados como de resposta à procura. A resposta à procura pode ser definida como "inscrever grandes utilizadores de energia em programas para reduzir o seu consumo em troca de compensação, o que ajuda a aliviar a pressão sobre a rede". Este mercado ajudaria a aliviar a pressão sobre a rede porque a eletricidade poderia "ser tratada como uma mercadoria tal como o cobre ou as barrigas de porco" e, portanto, comercializada para áreas que dela necessitam mais do que outras. Como qualquer mercadoria, os negawatts teriam de ser “comercializáveis através do tempo e do espaço” para serem um mercado eficaz. Ser capaz de negociar negawatts através do tempo e do espaço permitiria um sistema de comércio internacional. Para criar um mercado para negawatts, as empresas de energia terão de dar mais atenção à eficiência energética. Esta mudança de foco exigiria uma nova “estrutura empresarial que prosperará no 'mercado de negawatts'”, que ainda não foi desenvolvida. As possibilidades de mercado estão a ser implementadas internacionalmente, o que implica que um dia um mercado oficial de negawatts se tornará uma realidade.

## Implementação

### Implementação estatal
A energia Negawatt está a ser implementada em muitos estados dos EUA e está emergindo como uma estratégia internacional para reduzir o consumo de energia. "Os leilões de teste de negawatts começaram em 1999 em Connecticut e na Geórgia e existiam mais de uma dúzia de bolsas de serviços públicos" em 2000. Num esforço para avançar em direcção à eficiência energética, Nova Iorque criou programas “apoiados através do Energy $mart, que é gerido pela Autoridade de Investigação e Desenvolvimento Energético do Estado de Nova Iorque (NYSERDA), com dinheiro de uma pequena sobretaxa nas contas de serviços públicos”. A energia Negawatt é implementada na Califórnia e também no Texas. "Alguns congressistas do Texas e empresas de energia estão a tentar ajudar a Califórnia a evitar apagões e choques nos preços dos serviços públicos neste verão com [...] 'negawatts'.
Em 1 de janeiro de 2009, os estados da Austrália do Sul e Victoria (Austrália) tornaram-se os primeiros na Austrália a oferecer "programas de incentivos à eficiência energética para famílias, entregues por meio de revendedores locais de eletricidade".
A operadora britânica do sistema de transmissão incentiva o uso fora dos horários de pico.

### Implementação privada
O mercado de negawatts está a ser utilizado por governos e empresas. Os fabricantes de alumínio no noroeste do Pacífico fecharam as suas centrais eléctricas e venderam a energia não utilizada porque vender os negawatts era mais rentável para a empresa do que vender o produto de alumínio. Isso foi possível porque “as fundições mantêm contratos de energia com a Administração Federal de Energia de Bonneville que contêm cláusulas que lhes permitem comercializar a eletricidade”.
A empresa Associated Electric, na zona rural do Missouri, está a implementar o uso e a divulgar o conhecimento dos negawatts, realizando auditorias energéticas nas casas dos seus clientes para mostrar-lhes onde poderiam estar a economizar eletricidade. Estão a ser concedidos descontos para ajudar os clientes a pagar por aparelhos Energy Star com maior eficiência energética. Keith Hartner, CEO da Associated Electric Cooperative Inc., sente que os negawatts estão a gerar economia para os seus clientes e também para a empresa: “O objetivo deste programa é economizar dinheiro não apenas no gerador, mas também no medidor para o membros."
As residências individuais podem praticar negawatts através do uso de iluminação com eficiência energética e de aparelhos Energy Star, bem como simplesmente reduzindo a energia em modo de espera. As poupanças resultantes por vezes compensam o investimento em novas lâmpadas e aparelhos de elevada eficiência. Estas eficiências podem compensar uma parte do custo de um sistema fotovoltaico residencial. Os negawatts reduzem o tamanho total do sistema fotovoltaico necessário para a residência, porque consomem menos eletricidade. Isso resulta num período de retorno mais rápido para o sistema fotovoltaico. A cidade de San Diego criou uma iniciativa de negawatts chamada “Reduza e Produza” para promover esta ideia.

## Vantagens

### Custo
A vantagem mais notável na criação de um mercado de negawatts é o incentivo de custo. Como muitos dirão: “O watt mais barato é aquele que nunca foi criado”. Neste mercado, os consumidores que aumentam a eficiência doméstica, ou diminuem o consumo de energia, podem ganhar dinheiro com a venda da eletricidade poupada. Isto é semelhante a um comércio de emissões ou a um sistema de limitações e comércio, em que a energia que não é utilizada pode ser comprada aos consumidores que pouparam a energia e vendida àqueles que precisam de comprar a energia extra. Os fornecedores de electricidade podem encorajar os consumidores a vender a energia não utilizada, ou negawatts-hora, especialmente durante as horas de ponta. Uma questão importante que as empresas eléctricas precisam de colocar a si próprias é se é mais barato pagar aos consumidores para reduzir o consumo algumas vezes por ano ou construir e manter um recurso de fornecimento secundário que só seria utilizado algumas vezes por ano. Muitos argumentam que “o custo da perda de consumo é menor que o custo do aumento do fornecimento de eletricidade”.
Se um consumidor conservar uma quantidade substancial de energia, poderá até haver uma margem para dedução fiscal. De acordo com o Negawatt Power Solutions Group, um "edifício que alcançou uma redução de 50% nos custos de energia pode ser elegível para dedução fiscal de até US$1,80 por pé quadrado."  Os negawatts podem ajudar a aliviar alguns dos custos de construção de edifícios novos e eficientes. "A revolução do negawatt oferece agora uma forma de reduzir custos de construção, obter grandes retornos sobre o capital em renovações e reduzir drasticamente as despesas operacionais."  Os edifícios existentes podem tornar-se mais eficientes através da renovação do isolamento para reduzir a electricidade utilizada para aquecimento, da instalação de luminárias mais eficientes e de um design AVAC actualizado. Renovar um edifício para que seja mais eficiente energeticamente custará menos do que criar edifícios inteiramente novos e mais eficientes.

### Redução da dependência energética nacional
A redução da quantidade de energia que uma região emite pode separar lentamente uma nação de um elevado consumo energético de petróleo. O desejo de se tornar um país menos dependente de energia pode promover mudanças comportamentais e uma perspectiva social diferente sobre a utilização de energia. Estas potenciais mudanças na perspetiva social poderão levar a um país globalmente mais sustentável. A redução do consumo de energia também produziria menos gases com efeito de estufa, o que poderia ter resultados positivos na economia, nos partidos políticos e nos grupos de interesse, como os ambientalistas. Segundo Lovins, as melhorias na eficiência e conservação energética, devido a uma mudança nas atitudes comportamentais, têm um enorme potencial para reduzir as "necessidades energéticas a longo prazo" de um país, como os Estados Unidos.

### Desregulamentação local
Alguns conservadores afirmam que o mercado de negawatts poderia ajudar nações ou estados a ter um sistema elétrico desregulamentado. Isto permitiria a uma nação ou a um estado experimentar a "desregulamentação da electricidade", na qual "as reduções da procura poderiam ser adquiridas com um mínimo de perturbação para as empresas, os trabalhadores e a economia". Nos Estados Unidos, por exemplo, o mercado de negawatts poderia ajudar a Califórnia com apagões em rotação, disponibilizando mais energia aos consumidores que optam por conservar energia ou aumentar os seus negawatts. A Califórnia poderia atingir o objetivo da desregulamentação permitindo que uma área deficitária "comprasse um fornecimento de emergência de qualquer lugar dentro do Ocidente" em que "o objetivo final da desregulamentação era permitir a concorrência no mercado de eletricidade e aescolha do consumidor quanto aos fornecedores de eletricidade." A energia Negawatt permitiria aos consumidores da economia de um país decidir como a energia será distribuída: beneficiando essencialmente regiões que esperam ter um sistema eléctrico desregulamentado.

## Desvantagens

### Dificuldade em criar um mercado negawatt
Atualmente, não há como medir com precisão a quantidade de energia economizada em negawatts; só pode ser determinado teoricamente com base no histórico de uso de energia do consumidor. A visualização tem um papel muito importante em “permitir que os residentes compreendam e giram o seu uso de energia”, o que serve como uma forma de incentivo para que os consumidores economizem energia. Sem a visualização do consumo de energia é difícil conceituar negawatts porque o consumidor não consegue ver um valor preciso da quantidade de energia economizada. Os medidores inteligentes estão a tornar-se uma tecnologia mais desenvolvida para medir o uso de energia, mas “os consumidores estão a pedir aos reguladores estaduais que atuem com cautela em relação aos medidores inteligentes, citando reclamações em alguns estados de que os medidores estão a aumentar as contas de energia elétrica em vez de reduzi-las”.
Algumas empresas e cooperativas de propriedade municipal argumentam que a energia negawatt "permite que os consumidores tratem a eletricidade como um direito de propriedade em vez de um serviço [...dando-lhes] direito legal à energia [que eles] não consomem. ” Isso indicaria que os consumidores tratariam a eletricidade como uma propriedade, não como um serviço. Algumas pessoas, incluindo o vice-presidente sénior Joe Nipper da American Public Power Association, opõem-se à ideia de que as pessoas receberiam dinheiro pela energia que nem sequer gastaram.
Também poderá ser necessário implementar limites máximos para os preços da electricidade para que o mercado emergente de negawatts funcione correctamente.

### Despesa da eficiência
Economizar energia em negawatts e criar um mercado de negawatts pode apresentar várias desvantagens para fabricantes e fornecedores de eletricidade. Os fabricantes estão menos inclinados a fabricar dispositivos energeticamente eficientes que atendam a um padrão específico, como o padrão Energy Star, devido ao aumento do tempo e do custo, ao mesmo tempo em que recebem lucro mínimo. No geral, os fornecedores de electricidade podem não querer que os clientes utilizem menos energia devido à perda de lucros. Alguns até argumentam que a produção de produtos energeticamente eficientes, como lâmpadas, na verdade estimula mais procura, “resultando na compra de mais energia para conversão em luz."
Os clientes também podem estar menos inclinados a comprar produtos com maior eficiência energética devido ao aumento do custo e do tempo gasto. "Mesmo quando a informação é conhecida e, apesar do potencial global de poupança de custos a longo prazo, o preço da energia é demasiado baixo... para que os indivíduos justifiquem o custo inicial das medidas de eficiência energética." Não só os dispositivos energeticamente eficientes são mais caros, mas "os consumidores estão mal informados sobre as poupanças oferecidas. Mesmo quando podem fazer as contas, os custos de transação são elevados: é uma tarefa demorada para alguém identificar o melhor equipamento de poupança de energia, comprá-lo e instala-lo."
A tecnologia usada para medir a quantidade de energia que um consumidor usa e economiza, conhecida como medidores inteligentes, sistemas de rede ou painéis de energia, requer tempo para que o consumidor entenda. Alguns argumentam que as pessoas precisam de ter acesso a “sistemas de informação simples mas eficazes para ajudar os utilizadores a compreender a sua energia sem terem de se tornar especialistas em tecnologia”.

### Obras citadas
- Airlie, C. (7 de dezembro de 2010). Uk plans payment for 'negawatt' to curb power use. Obtido de https://www.bloomberg.com/news/2010-12-07/u-k-plans-payment-for-negawatt-to-curb-power-use-update1-.html
- Bartram, L., Rodgers, J., & Muise, K. (2010). Chasing the Negawatt: Visualization for Sustainable Living. IEEE Computer Graphics & Applications, 30(3), 8–14. Obtido da base de dados Military & Government Collection.
- Fickett, A, Gellings, C, & Lovins, A. (1990, September). Efficient use of electricity. Scientific American Retrieved December 2010, do sítio http://www.nature.com/scientificamerican/journal/v263/n3/pdf/scientificamerican0990-64.pdf.
- Fotopoulos, T. (2007). Is degrowth compatible with a market economy?. The International Journal of Inclusive Democracy, 3(1), Obtido de https://web.archive.org/web/20110524125322/http://www.inclusivedemocracy.org/journal/vol3/vol3_no1_Takis_degrowth_PRINTABLE.htm
- Gulyas, C. (8 de maio de 2008). Negawatts are creating a market for energy saving. Obtido de http://cleantechnica.com/2008/05/08/negawatts-are-creating-a-market-for-energy-savings/ Arquivado em 2013-01-19 na Archive.today
- H.R. 6--109th Congress: Energy Policy Act of 2005. (2005). In GovTrack.us (database of federal legislation).  Obtido de novembro de 2010 de http://www.govtrack.us/congress/bill.xpd?bill=h109-6
- Knickerbocker, B. (2001, May 29). Saving energy by the 'negawatt'. Christian Science Monitor, p.2. Obtido da base de dados Academic Search Complete.
- Kolbert, Elizabeth. (2007). "Mr. Green: Environmentalism's most optimistic guru." The New Yorker 1-22.
- Landers, Jim. (2001). Legislators push for bill to allow sale of "negawatts' to California. Dallas Morning News, The (TX), Obtido da base de dados Newspaper Source Plus.
- Lovins, Amory. (1989). The negawatt revolution-solving the co2 problem. Obtido de http://www.ccnr.org/amory.html
- Lovins, A, & Browning, W. (julho de 1992). Negawatts for buildings. Urban Land, Obtido de http://sustainca.org/files/BGPrUSACO-RMI_3_.pdf
- McCarty, J. (abril de 2008). Negawatts. Rural Missouri, Obtido de http://www.ruralmissouri.org/08pages/08AprilWatts9.html Arquivado em 2019-05-05 no Wayback Machine
- Parfomak, P.; Lave, L. (1996). «How many kilowatts are in a Negawatt? Verifying ex post». Energy Journal. 17 (4): 59. ISSN 0195-6574. doi:10.5547/issn0195-6574-ej-vol17-no4-3
- Peters, Joey. "Consumers Wary of Smart Meters." (2010).http://www.stateline.org/live/details/story?contentId=500546
- Rochlin, C (2009). «The alchemy of demand response: turning demand into supply». The Electricity Journal. 22 (9): 10–25. doi:10.1016/j.tej.2009.09.004
- Weinberg, CJ. (2001). Keeping the lights on-sustainable scenarios for the future. Renewable Energy World, Obtido de https://web.archive.org/web/20080720164514/http://www.cleanenergystates.org/CaseStudies/Weinberg.pdf
- Alliance for clean energy, New York. (2008).http://www.aceny.org/clean-technologies/energy-efficiency.cfm Energy Efficieny
- "Energy Conservation: Not Such a Bright Idea." The Economist 10 Aug. 2010. Web. 9 de dezembro de 2010. <http://www.economist.com/node/16886228>
- Energy Matters, (31 de dezembro de 2008). Energy efficiency focus for Australia in 2009. Obtido de http://www.energymatters.com.au/index.php?main_page=news_article&article_id=265
- "Generating 'negawatts'". (maio de 2010). Obtido de http://sri.dexia-am.com/LibrarySRI/ResearchPaper_Utilities_EnergyEfficiency_2010_UK.pdf
- NegaWatt Power Solutions Group (2009). Incentives. Obtido de https://web.archive.org/web/20110711110118/http://gonegawatts.com/incentives.php
- Presentation on European Green Paper on Energy Efficiency p.12
- The negawatts project: changing the paradigm of family energy consumption. (6 de agosto de 2010). Obtido de https://web.archive.org/web/20110930033655/http://www.mitportugal.org/research-highlights/the-negawatts-project-changing-the-paradigm-of-family-energy-consumption.html
- (2008). The elusive negawatt. Economist, 387(8579), 78. Base de dados MasterFILE Premier.
- (2008, March). http://www.loe.org/shows/segments.htm?programID=08-P13-00013&segmentID=4. "From Megawatts to Negawatts"
- http://www.lao.ca.gov/ballot/2005/050129.htm